# Міжнародна рада інститутів управлінського консультування
Міжнародна рада інститутів управлінського консультування (англ. International Council of Management Consulting Institutes або ICMCI) є світовим професійним органом для консультантів із управління з 1987 року. Його основні завдання:
- Розвиток стандартів консультування з управління в усьому світі
- Зростання прийняття та поваги до професії консультанта з управління
- Зростання міжнародної та регіональної значущості управлінського консультування
- Удосконалення процесу сертифікації по всьому світу
- Надання майданчика для національних органів сертифікації консультантів із управління
- Підготовка та публікація Стандартів управлінського консультування, які будуть ухвалені на міжнародному рівні

МРІУК показав, що вітчизняні компетентні та професійні консультанти з управління додають продуктивності та можливостей економіці. Інші показали, що в середньому досягнуті вигоди від призначення консультантів із управління щонайменше втричі перевершують стягувану плату.
Дослідження показало, що:
- Вітчизняні компетентні професійні консультанти з управління додають продуктивності та можливостей економіці (а в країнах, що розвиваються, можуть збільшити успіх проектів у області розвитку)
- Консультанти з управління забезпечують конкурентоспроможність країни за рахунок прискорення та підвищення ефективності здійснення нових методів управління та організаційних поліпшень
- Успішний штат професійних консультантів із управління сприяє вдосконаленню управлінської професії в країні

У розвинених країнах, як правило, на кожну тисячу осіб припадає один консультант із управління, а в країнах, що розвиваються, - один на кожні дві тисячі. Виходячи з цього, у світі налічується 2,5 - 3 млн. осіб, що позиціонують себе як консультанти з управління.
Інститути-члени МРІУК представляють країни з усіх континентів і включають у себе 85% - 90% загальної кількості всіх консультантів із управління у світі.

## Організація МРІУК
МРІУК — це членська організація, членами якої є виключно провідні професійні органи управлінського консультування, що проводять сертифікацію консультантів із управління у своїх країнах.
МРІУК зареєстрований як швейцарське об'єднання, головна Рада якого складається з кураторів. Велика частина кураторів призначена Інститутами-членами, згаданими в попередньому абзаці. Кількість кураторів для кожної країни варіюється від 1 до 4 залежно від індивідуального членства окремих консультантів із управління в країні. Інші куратори — це керівні куратори, що обираються кожні два роки всіма кураторами шляхом голосування: президент, секретар, скарбник і п'ять віце-президентів. Ці керівні куратори складають Виконавчий комітет (Виконком). Під керівництвом Виконкому працюють різні комітети, робочі групи та фокус-групи залежно від необхідності. Постійні комітети включають у себе: Комітет із членства (відповідає за контроль прийому нових членів і постійну відповідність діючих членів стандартам членства), Комітет із професійних стандартів (охоплює всі професійні питання, включаючи стандарти) та Комітет із забезпечення якості (відповідає за перевірку того, що всі Повноправні члени удостоєні звання Сертифікованого консультанта з управління відповідно до узгодженого Стандарту, використовуючи переважні методи оцінювання). Комітет із висунення кандидатур і планування успіху (відповідальний за вибори Виконкому та виявлення й навчання потенційних майбутніх посадовців) відповідає перед усіма кураторами в цілому.
Інші комітети завжди включають у себе кураторів, проте до їх складу входять також окремі консультанти з управління - члени Інститутів (раніше затверджені в цей комітет цим Інститутом).
Усі посадовці мають бути Сертифікованими консультантами з управління та на момент виборів - кураторами одного з Повноправних членів. Їхня діяльність не оплачується, і вони працюють на організацію (в середньому) від одного до трьох днів на тиждень.
2013 року Організація призначила виконавчого директора.
Як підтримку організація має постійний секретаріат, що здійснює підтримку комітетів і кураторів, включаючи бухгалтерський облік, зв'язок і забезпечення роботи сайту.
За детальною інформацією про імена та контакти посадовців, Виконкому та Секретаріату слід звертатися на вебсайт (www.icmci.org).

## Сертифікований консультант із управління (СКУ)
Професійні споживачі послуг управлінського консультування по всьому світу називають наступні ключові вимоги до консультанта з управління в порядку зростання пріоритету: знання (управління, функціональних обов'язків, галузі, загальної економіки, процесів і бізнес-професій), навички (аналітичні та міжособові), компетентність (здатність управляти завданням к тісній взаємодії з клієнтом) і довіра (збереження секретів організації, підтримка конфіденційності, цілісності). Великі клієнти знають, що звання магістра ділового адміністрування (MBA) — це підтвердження фундаментальних знань і аналітичних навичок і, залежно від курсу, можливо, певних курсів консультування та короткого періоду відповідного досвіду роботи.
МРІУК усвідомив ці вимоги та розробив кваліфікацію Сертифікованого консультанта з управління (див. окремий запис "Сертифікований консультант із управління"). Вона присуджується в першу чергу на підставі оцінювання компетентності із застосуванням визначених МРІУК Стандартних кваліфікаційних вимог (див.: http://www.icmci.org/?page=6972393 [Архівовано 4 січня 2014 у Wayback Machine.]), що використовують необхідні умови доказу володіння фундаментальними знаннями, та не менше трьох років успішного досвіду роботи. Справи клієнтів піддаються вивченню, здійснюється оцінювання компетентності. Всі власники кваліфікації мають бути членами своїх національних Членів МРІУК і, таким чином, відповідати кодексу професійної етики, принаймні, обмеженням, визначеним у Стандарті МРІУК (див. www.icmci.com); невідповідність є підставою для дисциплінарних дій, що можуть призвести до відкликання присудження СКУ.
Кваліфікація Сертифікованого консультанта з управління рівнозначна (зважаючи на культурні відмінності) в усіх країнах і була першою з особистих ділових професійних кваліфікацій у світі.

## Історія
У травні 1987 року тридцять два консультанти з управління з десяти країн зібралися разом, щоб розглянути точки дотику між професійними інститутами, відомими як такі, що проводять сертифікацію окремих консультантів із управління. Наприкінці дводенного засідання делегати запропонували заснувати Міжнародну раду інститутів управлінського консультування, щоб поліпшити сертифікацію консультантів із управління по всьому світу. Інститути семи країн стали членами-засновниками нової Ради.
1989 року була ухвалена організаційна структура Ради, в тому числі вимоги до нових членів і процес подачі заявки. Кількість членів зросла до десяти Інститутів, а ще чотири заявки були в процесі розгляду. Тридцять делегатів із одинадцяти країн, що взяли участь у цьому засіданні, ратифікували структуру та критерії членства, домовилися про створення МРІУК як швейцарського об'єднання та затвердили Кодекс професійної етики МРІУК. Цей Кодекс МРІУК став першим і, можливо, залишається єдиним міжнародним кодексом етики для будь-якої професії.
1993 року членами був ухвалений стратегічний план МРІУК. Цей план включав у себе: Міжнародні Стандарти, підтримку та дотримання Інститутами-членами, зростання міжнародного визнання з підтримкою (міжнародними впливовими особами та Інститутами-членами) сертифікації компетентними консультантами з управління на звання СКУ (Сертифікований консультант із управління), титул, що походить від нашого члена - Канади, яка із задоволенням надала можливість МРІУК використовувати цей титул у всьому світі.
З 1999 по 2003 рік були розроблені й узгоджені стандарти кваліфікації компетенції СКУ. Розроблена програма забезпечення якості, яка гарантувала, що всі удостоєні СКУ відповідають однаковим стандартам: це була перша ділова кваліфікація, що досягла такого результату. СКУ є світовим критерієм компетентності, об'єктивності, незалежності та професіоналізму консультанта.
У липні 2001 року МРІУК отримав Особливий консультативний статус в Економічній і соціальній раді ООН (ЕКОСОР). Відтоді МРІУК надає засновані на дослідженнях наукові праці на підтримку цілей ООН або її держав-членів.
З 2007 року МРІУК розширює співпрацю з міжнародними органами й організаціями, включаючи ISO (Міжнародну організацію зі стандартизації), CEN (Європейський комітет зі стандартизації), ЄБРР (Європейський банк реконструкції та розвитку), IAF (Міжнародний форум з акредитації) та ILO (Міжнародну організацію праці).
 
(International Labour Organisation)

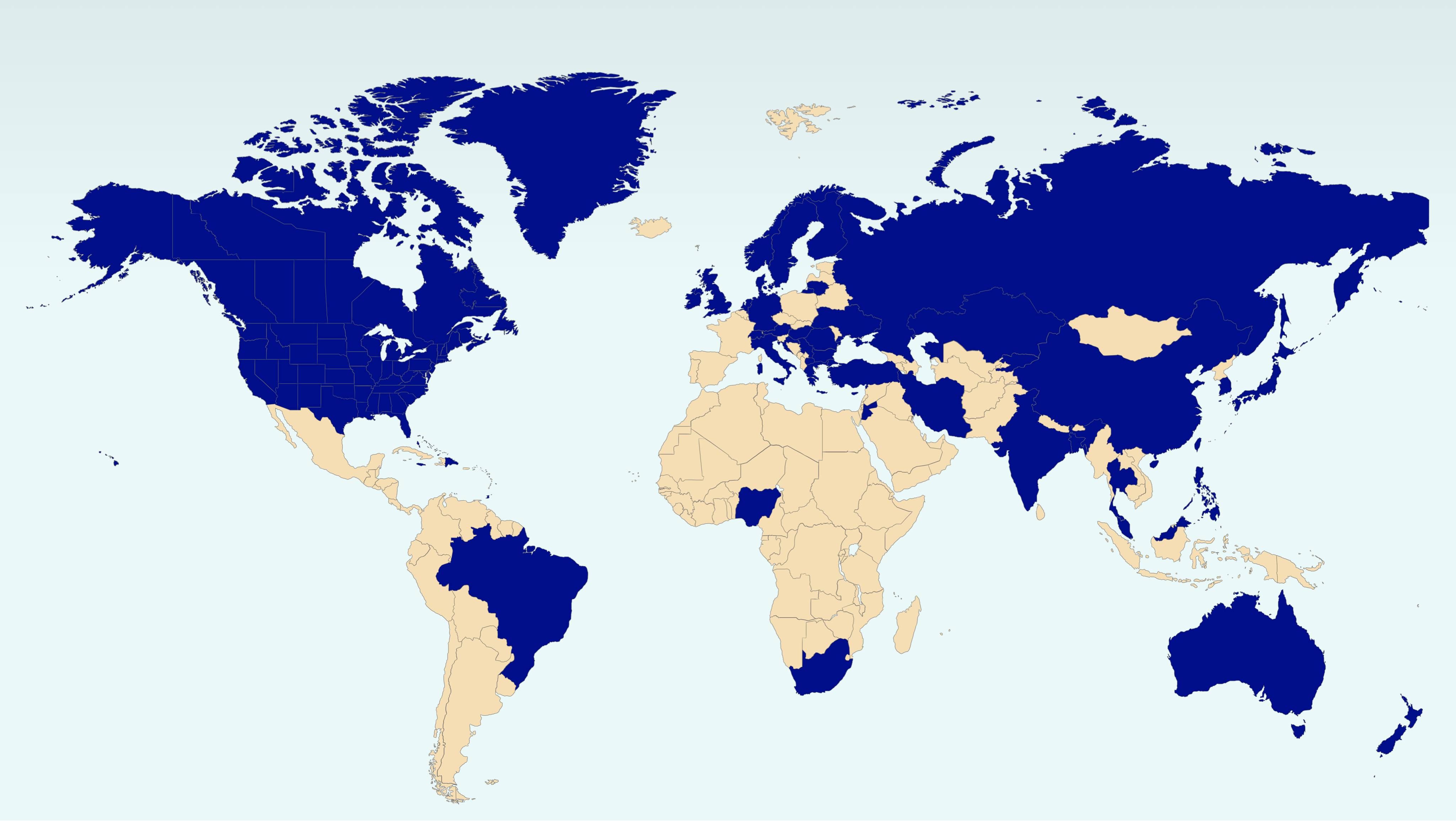
Держави-члени МРІУК

У 2011 році МРІУК почав скоординовану серію ініціатив, результатом яких стало призначення Наукових співробітників МРІУК, перше присудження титулу "Компанія СКУ"

## Компанія СКУ
"Компанія СКУ" — це міжнародна акредитація компаній, що здійснюють управлінське консультування, керована Міжнародною радою інститутів управлінського консультування (МРІУК) і підтримувана всіма Інститутами-членами МРІУК. МРІУК управляє глобальним каталогом Компаній СКУ, опублікованим на сайті МРІУК.
Концепція заснована на акредитації компанії через визнання її високих стандартів якості з акцентом на етичні норми, стандарти поведінки та практику управлінського консультування.
Зокрема, щоб отримати титул Компанія СКУ, компанія проходить оцінювання того, чи забезпечує вона відповідність своїх кодексів ділової етики та стандартів кодексам і стандартам МРІУК. На додачу до цього, компанія повинна показати, що її консультанти з управління здійснюють свою консультантську діяльність на підставі бази знань, подібної до тієї, яка лежить в основі професії Сертифікованого консультанта з управління. Один із шляхів визначення цього - розгляд внутрішніх програм розвитку, кар'єрних щаблів, а також ясна демонстрація того, що ряд керівників старшої ланки, які займаються управлінським консультуванням, або вже удостоєні СКУ, або працюють над отриманням цього звання.
Аспект 1 - Кодекс поведінки - Компанія СКУ повинна наслідувати кодекс поведінки, аналогічний кодексові МРІУК, який використовують уже 46 країн світу, або кращий.
Підтвердження виконання цієї вимоги можуть включати в себе:
- Навчання та комунікації в компанії
- Публікації компанії (кодекс поведінки тощо)
- Відгуки клієнтів
- - Підтвердження місцевим ІУК
- Визнання іншими консультаційними компаніями
- Відгуки консультаційних компаній
- Публічну інформацію (Інтернет, ЗМІ тощо)
Аспект 2 - Процес професійного розвитку - Компанія СКУ повинна наймати, навчати та розвивати своїх консультантів, дотримуючи стандарти професійної компетентності, аналогічні моделі компетентності МРІУК або кращі.
Підтвердження виконання цієї вимоги можуть включати в себе:
- Кадрові політики
- Модель компетентності компанії з управлінського консультування
- Навчальні програми для консультантів
- Процес планування й оцінювання особистого розвитку
- Кваліфікації консультантів (СКУ тощо)
- Час і ресурси на навчання
- Відгуки клієнтів
- Звіти та презентації консультаційної компанії
Аспект 3 - Учасник у професійному середовищі - Компанія СКУ повинна брати активну участь к професії управлінського консультування в усіх країнах, у яких вона працює.
Підтвердження виконання цієї вимоги можуть включати в себе:
- Зв'язок із торговельними/промисловими організаціями та професійними органами
- Публікацію професійних статей, оглядів, блогів
- Публічні виступи та конференції
- Викладання управлінського консультування в бізнес-школах, університетах тощо
- Провідних фахівців із офіційними посадами в місцевих ІУКах
- Фінансову підтримку професійної діяльності
- Індивідуальне навчання та наставництво для консультантів інших компаній
Перевага для Компаній СКУ, включених до глобального каталогу Компаній СКУ — це вклад для кожної акредитованої компанії з управлінського консультування завдяки світовому визнанню її власних стандартів якості, досягнутих із особливим акцентом на етичних правилах і стандартах поведінки, внутрішніх процесах і її практиці управлінського консультування.
Це загальна умова ставить кожну Компанію СКУ у всесвітньому клубі консультаційних компаній в унікальне положення на світовому рівні. Отримуючи акредитацію на Компанію СКУ, консультаційні компанії стають членами обраного світового каталогу консультаційних компаній, розташованих на п'яти континентах, із різними культурами ділової та професійної поведінки, проте з однаковими стандартами якості, оціненої й акредитованої незалежною третьою стороною - організацією, єдиним глобальним Інститутом, що зв'язує Національні інститути консультантів із управління на міжнародному рівні.
Краще середовище для пошуку партнерів і розробки міжнародних мереж для управління міжнародними проектами й успішної конкуренції у глобалізованому світі. Основа проекту акредитації Компаній СКУ закладена пілотним проектом МРІУК 2013 року, коли була акредитована перша Компанія СКУ, Hejun Consulting Co. Ltd, розташована в Пекіні (Китай). Завдяки формальному підтвердженню, отриманому в Йоханнесбурзі у вересні 2013 року в рамках Конгресу МРІУК, була почата акредитація Компаній СКУ як формальна глобальна практика МРІУК, починаючи з жовтня 2013 року.

## Наукові співробітники МРІУК
Звання Наукового співробітника МРІУК задумане як відзнака для визнання наукових співробітників у всьому світі, що сприяли вивченню та викладанню управлінського консультування. Воно присуджується МРІУК досить кваліфікованим особам на підставі рекомендації місцевого Інституту управлінського консультування (ІУК). Кандидати повинні мати посаду у визнаній науковій установі, а саме, в публічно акредитованому університеті, та повинні займатися дослідженнями або викладанням в галузях зовнішнього або внутрішнього управлінського консультування не менше п'яти років. Переваги для місцевого ІУК: Залучення та задіювання нової групи зацікавлених осіб, яка внесе нові цінні підходи й аналітичні напрацювання до свого співтовариства управлінського консультування, а також очікування, що Співробітник продемонструє відчутне постійне залучення до професії консультанта з управління. Розширення членства шляхом розвитку потенційних потоків управлінського консультування у рамках MBA або близьких магістерських програм, які можуть привести до присудження сертифікату СКУ в результаті прийнятної демонстрації знання (знаю, що) та компетентності (знаю, як). Практичні внески в дискусії в ІУК на наукові теми, включаючи щорічні конференції, на яких Співробітники та інші близькі наукові співробітники можуть окреслити свої кращі дослідницькі та викладацькі практики. Переваги для Наукового співробітника: Поліпшення академічного та професійного профілю, що випливає з призначення, разом із міжнародним визнанням колег. Запрошення на міжнародні конференції та центральні засідання з можливістю презентації прикладних досліджень і публікацій. Підтримка відповідних міжнародних дослідницьких проектів у галузі управлінського консультування у вигляді надання галузевих контактів і первинних респондентів для досліджень, а також задоволення заявок на фінансування. Підтримка великих студентських проектів шляхом знайомства з клієнтами СКУ або безпосередньо для практикантів СКУ. Перший раунд номінацій відбувся 2013 року, 16 академіків зі всього світу удостоєно звання Науковий співробітник. Поставлена загальна мета - 100 наукових співробітників.

## Членство
Членство в МРІУК доступно лише для Асоціацій або Інститутів управлінського консультування, які задовольняють перерахованим нижче вимогам. Приватним консультантам рекомендується зв'язатися з національним Інститутом-членом. Якщо в їхній країні немає члена МРІУК, їм слід зв'язатися з [посилання на GIMC].
Є два види членства : Тимчасові члени та Повноправні члени. Повноправними членами є лише ті члени, які пройшли процес оцінювання, що підтвердив якість, і можуть присуджувати СКУ (див. розділ 2 вище) та, залежно від їхнього розміру, призначати певне число кураторів МРІУК - фактично директори МРІУК.
Усі Члени повинні:
- бути формально засновані зі статутом, що задовольняє очікування МРІУК
- ставити своїм завданням сертифікацію приватних консультантів із управління
- бути найбільш значущим органом, що задовольняює вищезгадані умови, у своїй країні

В окремих випадках (пов'язаних із мовою, історією) в одній країні може бути більш ніж один Член (як це визнано ООН).

## Міжнародні програми
МРІУК для досягнення своїх цілей в інтересах професії (а також для блага, яке ця професія може принести економікам усіх країн) встановлює зв'язки з міжнародними організаціями, мати корисні відносини з якими складніше для наших національних Інститутів-членів. Нижче наведені деякі з цих зв'язків:
5.1 Статус НУО при ООН
Маючи відповідний статус НУО при ЕКОСОР із 2001 року, МРІУК працював у двох напрямах. Перше — це надання у відповідь рекомендації або обговорення з питань, досліджуваних ЕКОСОР і пов'язаними органами. Наведені вище приклади були на користь вітчизняним компетентним консультантам із управління для розвитку проектів і для поліпшення економіки шляхом збільшення продуктивності та можливостей економіки. Інший напрям - підтримка обговорення використання нових технологій у країнах, що розвиваються: повторення рекомендації, що для того, аби впровадження високих технологій було успішним, не лише сама технологія має бути відповідною, але й людський чинник (у всіх сенсах) і впровадження процесу повинно відповідати потребам, щоб інвестування в технологію було успішним.
5.2 Наукові співробітники МРІУК
Звання Наукового співробітника МРІУК слугує відзнакою для визнання наукових співробітників у всьому світі, що сприяли вивченню та викладанню управлінського консультування. Воно присуджується МРІУК достатньо кваліфікованим особам на підставі рекомендації місцевого Інституту управлінського консультування (ІУК).
5.3 Компанія СКУ
МРІУК присуджує міжнародну акредитацію компаній із управлінського консультування під назвою "Компанія СКУ". Акредитація визнає високі стандарти якості компанії з особливим акцентом на етичні норми, стандарти поведінки разом із здатністю вести управлінське консультування за найвищими стандартами. МРІУК управляє глобальним каталогом Компаній СКУ, опублікованим на сайті МРІУК.
5.4 Акредитовані курси МРІУК
У МРІУК є програма, за якою національні Члени можуть акредитувати навчальний курс управлінського консультування, що відповідає стандартам МРІУК. Це дає курсу міжнародне визнання.
5.5 Стосунки з іншими організаціями
МРІУК є спостерігачем при Міжнародному форумі з акредитації (IAF) і був радий можливості працювати в комітетах і робочих групах, що розглядали зміни до стандарту ISO17024 і кваліфікації експертів ISO17024. Досвід міжнародної організації, що підтримує рівнозначну кваліфікацію на всіх континентах, виявився корисним для органів акредитації в IAF, зазвичай заснованих на одній державі.
МРІУК вів ініціативу з розробки стандарту послуги з управлінського консультування в стилі ЄС за допомогою CEN (Центру з європейських норм) і спонсорував роботу зі створення EN 16114 2011 року з UNI (італійський орган стандартизації) як Секретаріат проектного комітету. МРІУК також радий знову співпрацювати з UNI для підтримки нового проектного комітету, досліджуючи розробку аналогічного стандарту ISO.
МРІУК пишається своїм тісним зв'язком із ЄБРР (Європейським банком реконструкції та розвитку) в розвитку використання професійних послуг у результаті злиття з перехідною економікою в Центральній і Східній Європі, Центральній Азії та Північній Африці. В деяких країнах існуючі члени МРІУК доклали істотну частину зусиль, тоді як в інших країнах докладені зусилля включали в себе створення нових професійних організацій.